# Luciana Dolliver
Luciana Dolliver, nome d'arte di Angela Alecci (Catania, 28 aprile 1910 – Roma, 1º settembre 1982), è stata una cantante italiana.

## Biografia
Dopo aver debuttato giovanissima come ballerina e cantante dialettale, entra alla radio nel 1939 nell'orchestra Barzizza e proseguendo poi in quelle di Angelini, Petralia, Segurini, Semprini e Ferrari.
Durante la seconda guerra mondiale, ormai popolarissima canta, con la sua voce impostata liricamente, per le truppe ai fronti di Albania, Grecia, Jugoslavia e Slovenia e dopo il 1945 torna alla radio.
Nella stagione teatrale 1944-1945 è prima donna della compagnia di rivista di Virgilio Riento e porta in giro per i maggiori palcoscenici d'Italia la rivista Scandal Show con Clelia Matania e Alberto Sordi. Nel 1945, forma una propria compagnia di rivista e, con i Virtuosi del Jazz, va in scena con la rivista Festival 1945 con Pino Derio e le sorelle Rendar.
Nel 1946, è prima donna della compagnia di rivista di Dante Maggio e debutta con la rivista Saluti e baci con Lina Gennari.
Nel 1949, è prima donna della compagnia di rivista di Aldo Rubens e debutta con le riviste Blue Revue e Poker Variety.
Nel 1950, è prima donna della compagnia di rivista dei Fratelli Bonos e debutta con la rivista Bagatelles con Antonella Steni e Carmine Mazza. Nello stesso anno, è vedette della compagnia di rivista diretta da Pasquale Pinto e va in scena con la rivista Si salvi chi può con Trottolino e con Mario Passante, Arturo Maghizzano.
Nel 1951, è prima donna della compagnia di rivista di Nino Donato e debutta con la rivista Fantasie '200 con Ida Veller. Fa poi ritorno nella compagnia di rivista dei Fratelli Bonos e debutta con la rivista Vogue 1952 con Antonella Steni e Gianni Montesi.
Nel 1953, con Roberto Murolo, va in scena con la rivista Melodie di mezzo secolo con Harry Feist. Nello stesso anno, con l'Orchestra Anepeta va in scena con la rivista Napoli nel cuore con Aurelio Fierro e Mimì Ferrari.
Sempre nel 1953, ormai oscurata da altre nuove stelle musicali, perde la voce in un grave incidente tranviario, per il quale verrà risarcita con 40 milioni di lire.
Muore a Roma nel 1982, ingiustamente dimenticata dalla critica. La Dolliver, infatti, è stata sicuramente una delle cantanti italiane più importanti e raffinate degli anni Quaranta e Cinquanta, per le sue qualità interpretative e l'assoluta padronanza della tecnica vocale.
Tra i suoi successi, si ricordano: 'O mese d''e rrose, Passa la diligenza, Bambina innamorata, Signora illusione ed Una notte a Madera.
È sepolta nel Cimitero Flaminio di Roma.

## Discografia parziale

### Singoli
- 1937 – 'E stelle 'e Surriento/Nonna nonna a Surriento (Parlophon, GP 92273)
- 1937 – Ritornerai/Nata per amare (Parlophon, GP 92314)
- 1938 – Quanno ce vo'... ce vo'!.../Ammore mio luntano (Parlophon, GP 92588)
- 1938 – 'O mese d' 'e rrose/Primmavera malinconica (Parlophon, GP 92589)
- 1938 – Tutt' 'e nnotte/E canta, oj Napule (Parlophon, GP 92622)
- 1939 – Signora Illusione/Passa la diligenza (Parlophon, GP 93027)